# نابنط أحمر
نابنط أحمر[بحاجة لمصدر] (الاسم العلمي:Nepenthes rubra) هو نوع غير مؤكد من النباتات يتبع جنس النابنط من الفصيلة النابنطية.